# 葉靖儀
葉靖儀（英語：Michelle Ip，1998年3月23日—），香港女演員及主持 ，曾參加《2021年度香港小姐競選》，現為無綫電視經理人合約藝員。入行前曾任模特兒，2022年加入J2台，是22位J2ers之一，亦是瑜伽教室「Y Yoga」的創辦人。

## 演出

### 電視劇（無綫電視）
| 年份   | 劇名                     | 角色             |
| 2022年 | 《回歸光影頌: 我的驕傲》 | 阿玲             |
| 2022年 | 《回歸》                 | 侍應（第6、7集） |
| 2023年 | 《隱門》                 | CID（第19集）    |
| 2025年 | 《刑偵12》               | 大學助教         |

### 電視節目（無綫電視）
| 年份   | 節目名             |
| 2021年 | 《男神廚房》助手   |
| 2023年 | 《歡樂滿東華2023》 |

### 電視節目 ( J2台）
| 年份   | 節目名             |
| 2022年 | 《咔嚓咔嚓》主持   |
| 2022年 | 《晚間聽聞》主持   |
| 2022年 | 《CP訓練營》參加者 |
| 2023年 | 《女生素舍》主持   |
| 2023年 | 《DM 旅導遊》主持  |

## 外部連結
- 葉靖儀的Instagram帳戶
- 2021香港小姐競選 - 12號葉靖儀 Michelle Ip - 佳麗檔案 - tvb.com （页面存档备份，存于）
- Michelle Ip’s profile on LinkedIn